# 龍井 (大字)
龍井，又稱為茄投，是臺灣臺中市龍井區的一個傳統地域名稱，也是全區行政中心所在地，位於該區南部。相較於今日行政區，其範圍大致包括竹坑里不含東北端、龍泉里南部西側邊界地帶、龍津里南部東半側邊界地帶、田中里、龍東里、龍西里、福田里東南端。
1920年，將塗葛堀區、茄投區、龍目井區三區合併為龍井庄，同時將原名茄投的本地改名為「龍井」。本地原為龍井庄役場所在地，後因引起爭議，一直到戰後1954年，改制後的龍井鄉公所才搬遷至新址（現址），舊址則由龍井鄉農會進駐。

## 歷史
台灣日治初期，龍井地區為一（舊制）街庄，稱為「茄投庄」，隸屬於大肚下堡。該庄北與三塊厝庄、龍目井庄為鄰，東與新庄仔庄為鄰，南邊為汴仔頭庄，西邊南段隔大肚溪與溪底庄為界，西邊中、北段為福頭崙庄。
1901年（日明治三十四年）11月，全台廢縣廳改設二十廳，該庄隸屬於臺中廳。1903年（明治三十六年）6月，該庄編入「茄投區」，仍隸屬於臺中廳。1909年（明治四十二年）10月，全台二十廳合併為十二廳，茄投區隸屬不變。1920年（大正九年），全台地方制度大改正，該庄改制並改名為「龍井」大字，隸屬於臺中州大甲郡（新制）龍井庄，大字下有「龍井」、「竹坑」、「田中央」小字名。
戰後龍井庄改制為龍井鄉，隸屬於臺中縣，大字亦改制為村。1950年10月，中、彰、投分治，龍井鄉隸屬不變。2010年12月，隨著臺中縣、市合併為直轄臺中市，龍井鄉改制為龍井區，村亦改制為里。
清乾隆年加投庄，當地居民皆以-加投-為稱呼。清道光20年彰化縣志紀錄:「大肚圳，其水源從大肚溪築埤引入．雍正十三年，業戶林、戴、石三姓開墾百順莊田六百餘甲；又施德興再墾新盛莊田二百餘甲，皆資圳流灌溉。」故加投庄在文獻紀錄上有百順庄之稱呼。
日治時期開始以茄投庄為庄名，其範圍包含今大肚區永順里、成功里與龍井區龍東里、龍西里、田中里與竹坑里等。其範圍即為清劉良璧（1961）重修福建臺灣府志上之加投庄與清道光20年彰化縣記載之百順莊。

## 聚落
本地區發展較早的聚落有茄投竹坑、田中央等，在日治期初期的官方地圖上已有記載。此外，本地區尚有茄投、茄投尾、田尾厝（東半部）、十張仔、深水等聚落。
本地區的發展，西元1920年以前涵蓋今大肚區永順里、成功里與龍井區龍東里、龍西里等。笳投區，區長役場設於大肚下堡汴仔頭庄，管轄大肚下堡內之笳投庄，汴仔頭庄等。

## 交通
台鐵海線大致以北北東—南南西走向轉北北西—南南東走向經過龍井地區中部。境內未設站，北側最近的是龍井車站，屬三等站，主要停靠區間車；南側最近的是大肚車站，停靠少數莒光號、復興號列車及全部區間車、區間快車。由此等可前往台鐵沿線各站。
國道3號又稱「福爾摩沙高速公路」，是貫穿台灣西部的兩條縱向高速公路之一，大致以東北—西南走向蜿蜒經過本地區東南部。境內未設交流道，北側最近的是市道136號交會處的龍井交流道，南側最近的是大肚溪對岸的和美交流道，由此等可快速前往台灣西部各地。
省道台1線（中華路二段～一段）又稱「縱貫公路」，是台北至屏東楓港的台灣西部傳統平面幹道，大致先以北北東—南南西走向轉西北西—東南東走向再繞大彎轉西北—東南走向經過本地區北部凸出部分的東北側，再以北偏東－南偏西走向經過本地區中部偏東地帶。由該道路向北北東可前往梧棲、清水、大甲、苑裡等地，向南偏西轉南南東可前往大肚、彰化、花壇、大村等地。
區道中59線（中央路一段、中央南路）是菁埔至海埔子的道路，大致以北北東—南南西走向本地區西北端。由該道路向北北東轉北再轉北北東可經三塊厝（龍井區）前往鴨母寮、大庄、大槺榔與社口交界地帶、秀水、四塊厝、三塊厝（清水區）的菁埔並止於省道台1線路口，向南南西可前往福頭崙東南部的田尾厝聚落西側並止於區道中62線路口。
區道中61線（龍北路、龍門路、茄頭路、文昌路）是田中至大肚的道路，其北側端點位於本地區北部區道中66線路口。由此向南蜿蜒而行，經南田中聚落、區道中62-1線路口後轉南南西，至區道中62線路口轉東南東與其共線一小段路，至文昌路轉南獨行至出境後可前往汴子頭、大肚並止於大肚區公所前的舊省道台1線（沙田路二段）路口。
區道中62線（茄頭路、茄頭路一段）是福田至竹坑的道路，其東側端點位於本地區中部偏東南的舊省道台1線（沙田路四段）路口。由此向西北西轉西北蜿蜒出境後，可前往福頭崙、塗葛堀並止於麗水漁港。
區道中62-1線（舊車路）是龍井至茄頭的道路，其東南側端點位於本地區南部區道中62線路口。由此向北北西轉西北至近本地區西部邊界處轉西北西出境，可前往福頭崙東部邊界地帶並止於區道中59線路口。
區道中66線（觀光路）是麗水至龍井的道路，大致以西北西－東南東走向經過本地區北部。由該道路向西北西可前往福頭崙北部、三塊厝西南部並止於忠明橋隔龍井大排水對岸彎道處，向東南東可前往龍目井西部邊界地帶並止於舊省道台1線（沙田路四段）路口。

## 學校
- 龍井國中
- 龍井國小